# Kirche Kropp

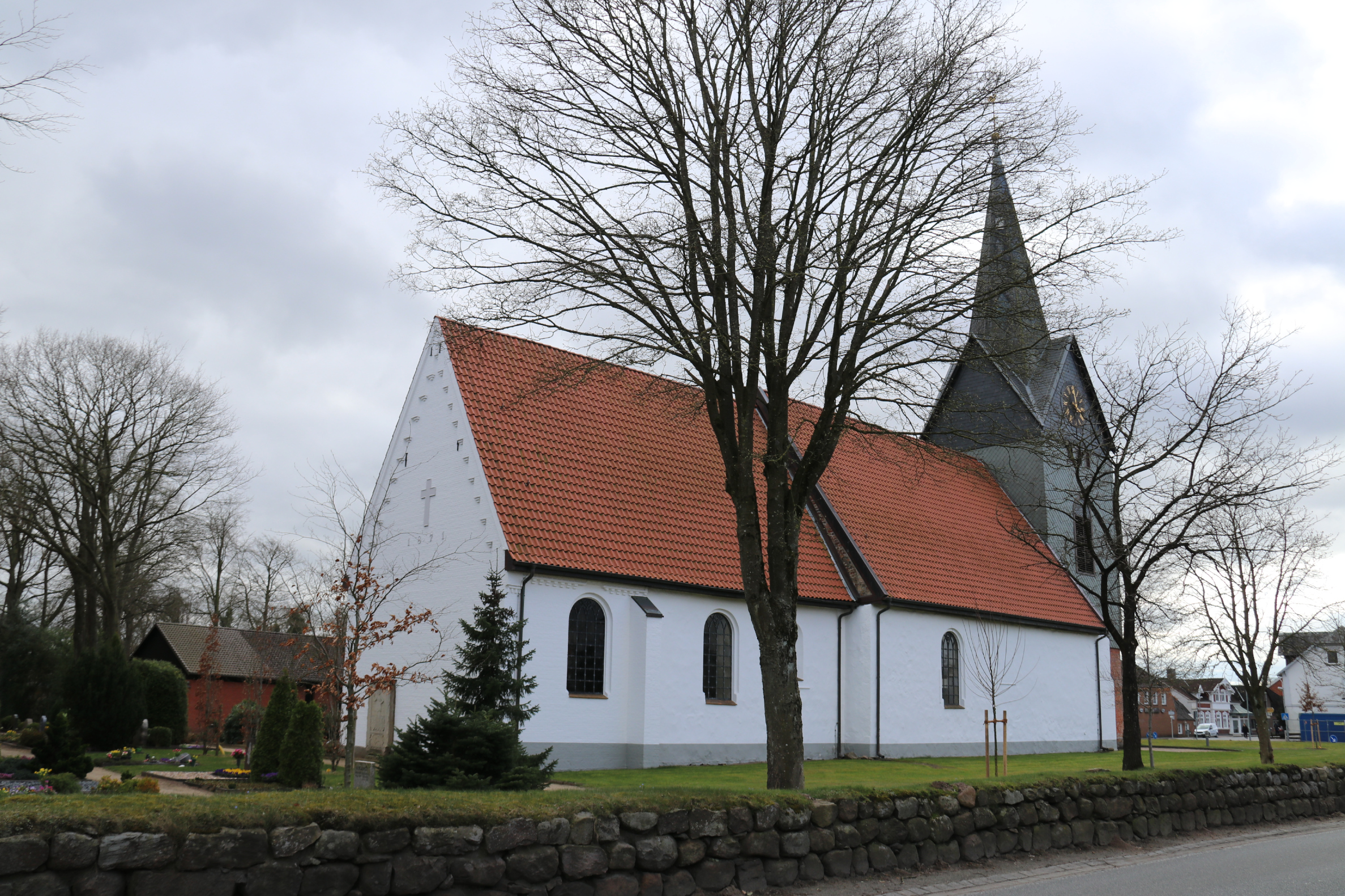
Kirche Kropp

Die Kirche Kropp ist ein geschütztes Kulturdenkmal mit der Objekt-ID 4089 im Denkmalschutzgesetz in Kropp, einer Gemeinde im Kreis Schleswig-Flensburg in Schleswig-Holstein. Die Kirchengemeinde gehört zum Kirchenkreis Schleswig-Flensburg der Evangelisch-Lutherischen Kirche in Norddeutschland. 

## Beschreibung
Die traufständige Saalkirche wurde um 1200 als Feldsteinkirche errichtet, deren Feldsteine durch Putz verdeckt sind. Sie besteht aus einem Langhaus, einem eingezogenen, gerade geschlossenen, von Strebepfeilern gestützten Chor im Osten, der 1871/72 aus Backsteinen verlängert wurde, und einem 1843 gebauten Kirchturm im Westen, auf dessen Erdgeschoss aus Backsteinen ein Obergeschoss aus verkleidetem Holzfachwerk sitzt, das den Glockenstuhl beherbergt. Bedeckt ist der Kirchturm mit einem spitzen Helm, der sich zwischen den Giebeln erhebt. 
Die Emporen an der West- und Nordseite des Langhauses wurden 1688 eingebaut. Der Chorbogen im Innenraum wurde im 18. Jahrhundert abgebrochen, um einen einheitlichen Raum aus Langhaus und Chor zu schaffen. Die Orgel wurde 1978 von Paschen Kiel Orgelbau errichtet.